# Vice ufficiale pilota
Vice ufficiale pilota (inglese: Acting pilot officer; letteralmente sostituto ufficiale pilota), è un grado della Royal Air Force, il cui codice NATO è OF-D, ed è il grado più basso tra gli ufficiali della Royal Air Force e al di sotto dell'ufficiale pilota. Il grado non ha il suo equivalente nel British Army e nel corpo dei Royal Marines e nemmeno nella Royal Navy. Il grado non ha equivalente nell'Aeronautica Militare Italiana
Il distintivo di grado di Acting pilot officer, (abbreviato come A/Plt Off) è uguale a quello di ufficiale pilota costituito da una sottile fascia blu su una banda nera leggermente più ampia indossato sul paramano inferiori o sulle spalle della tuta da volo. 
Gli studenti di uno Squadrone Universitario dell'aria possono fare domanda per ricoprire l'incarico di sostituto ufficiale pilota. Gli studenti degli Squadroni Universitari dell'aria fanno parte della Riserva volontaria della RAF. Gli Acting Pilot Officer della Riserva volontaria della RAF (RAFVR) hanno le lettere VR sul loro distintivo di grado e sono equiparabili agli ufficiali pilota di complemento dell'Aeronautica Militare Italiana. 
Gli ufficiali della Royal Air Force Air Cadets sono classificati come Acting pilot officer fino al completamento del loro corso alla Royal Air Force College Cranwell.

Distintivo per paramano di Acting Pilot Officer della Royal Air Force
Distintivo per paramano di Acting Pilot Officer della Royal Air Force
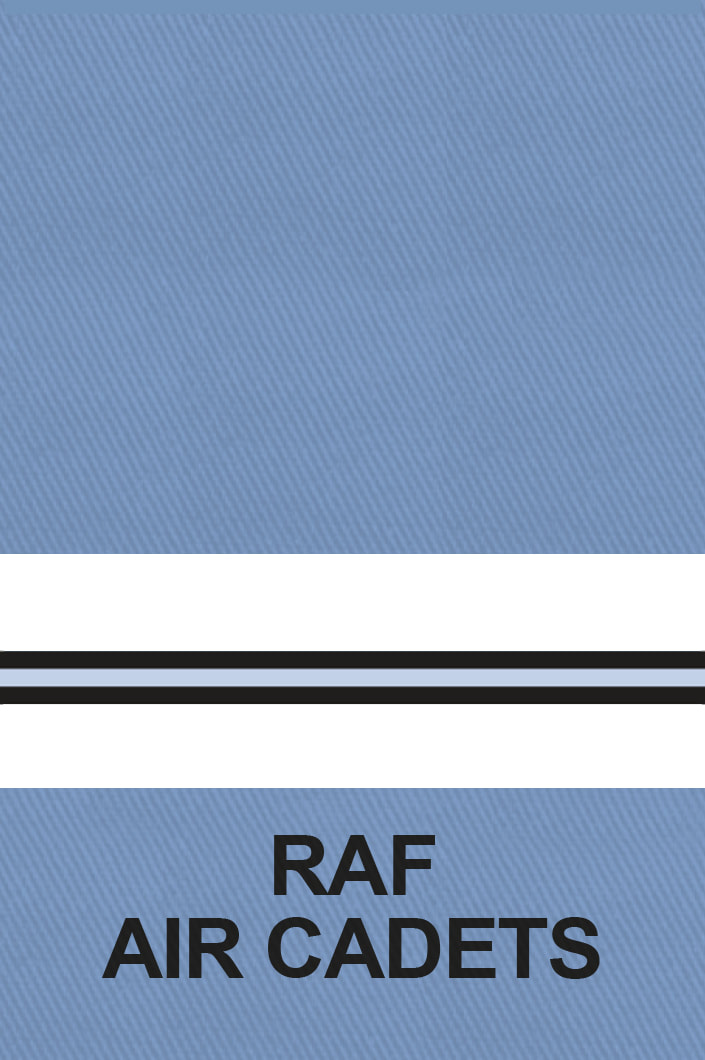
Controspallina di ufficiale della Royal Air Force Air Cadets